# Den vilda jakten på astronauten
Sound of Näverlur